# Reação de Nef
A reação de Nef é uma reação orgânica descrevendo a hidrólise ácida de um sal de um nitroalcano primário ou secundário (1) a um aldeído ou uma cetona (3) e óxido nitroso (4).
A reação foi descrita em 1894 pelo químico John Ulric Nef , que tratou o sal de sódio do nitroetano com ácido sulfúrico resultando em um rendimento de 85-89% de óxido nitroso e pelo menos um rendimento de 70% de acetaldeído. No entanto, a reação foi pioneiramente descrita uma ano antes, em 1893, por Konovalov, que converteu o sal de potássio de 1-fenilnitroetano com ácido sulfúrico a acetofenona.
A reação de Nef não deve ser confundida com a síntese de Nef.